# 朝日電視台週四晚間九點連續劇
朝日電視台週四晚間九點連續劇系列，是日本朝日電視台於每星期四晚間9點00分至9點54分（日本時間）播出的電視連續劇檔次。

## 作品列表

### 2000年代

#### 2000年
- 1月20日 - 3月16日：戀愛中毒

主演：藥師丸博子
原作：山本文緒《戀愛中毒》
劇本：中園美保
- 4月20日 - 6月29日：另一個天堂

主演：大澤隆夫
原作：飯田讓治、梓河人《另一個天堂》
劇本：飯田讓治
- 7月6日 - 9月14日：誘拐

主演：鶴田真由
原作：寺田敏雄《誘拐》
劇本：寺田敏雄、小田切正明
- 10月12日 - 12月14日：我形我素

主演：本木雅弘
劇本：田渕久美子、川嶋澄乃

#### 2001年
- 1月11日 - 3月15日：搶錢大作戰

主演：東山紀之
劇本：遊川和彥、森下佳子
- 4月12日 - 6月28日：惡女十七歲

主演：中谷美紀
劇本：寺田敏雄、瀧川晃代
- 7月12日 - 9月20日：冰點

主演：淺野優子
原作：三浦綾子《冰點》
劇本：中園美保、相內美生、小野澤美曉
- 10月18日 - 12月13日：最後的家族

主演：樋口可南子
原作：村上龍《最後的家族》
劇本：村上龍

#### 2002年
- 1月10日 - 3月14日：婚外戀愛

主演：永作博美
劇本：淺野妙子
- 4月22日 - 6月24日：東京夜未眠（；另譯：擁抱不眠的夜。）

主演：財前直見
原作：野澤尚《東京夜未眠》
劇本：野澤尚
- 7月4日 - 9月12日：心靈感應（；另譯：傾聽我心。）

主演：鶴田真由、小田切讓
原作：《心靈感應》
劇本：尾崎將也、吉田玲子
- 10月17日 - 12月12日：逮捕令（；另譯：辣妹逮捕令、皇家雙妹嘜。）

主演：伊東美咲
原作：藤島康介《逮捕令》
劇本：大石哲也

#### 2003年
- 1月9日 - 3月13日：戀愛是戰爭

主演：本上真奈美
劇本：尾崎將也、相內美生
- 4月17日 - 6月26日：迷糊動物醫生

主演：吉澤悠
原作：佐佐木倫子《迷糊動物醫生》
劇本：橫田理惠、古澤良太、江頭美智留、深澤正樹
- 7月21日 - 9月15日：菊次郎與早紀Season1

主演：陣內孝則、室井滋
原作：北野武《菊次郎與早紀》
劇本：輿水泰弘、吉本昌弘、酒井直行
- 10月16日 - 12月18日：圈套 (電視劇)Season3

主演：仲間由紀惠、阿部寬
劇本：蒔田光治、林誠人

#### 2004年
- 1月15日 - 3月11日：網球甜心（；另譯：網球爭霸戰。）

主演：上戶彩
原作：山本鈴美香《網球甜心》
劇本：瀧川晃代
- 4月22日－6月24日：直到生命的電池耗盡

主演：財前直見
原作：宮本雅史《直到生命的電池耗盡》
劇本：江頭美智留、遠藤彩見
- 7月8日 - 9月16日：小南的迷你情人

主演：深田恭子、二宮和也
原作：內田春菊《小南的迷你情人》
劇本：中園美保
- 10月14日 - 12月9日：黑革記事本

主演：米倉涼子
原作：松本清張《黑革記事本》
劇本：神山由美子

#### 2005年
- 1月13日 - 3月27日：富豪刑事

主演：深田恭子
原作：筒井康隆《富豪刑事》
劇本：蒔田光治、福田卓郎
- 4月14日 - 6月23日：排球甜心（；另譯：新排球女將、女排 NO.1、Attack No.1。）

主演：上戶彩
原作：浦野千賀子《排球甜心》
劇本：兩澤和幸、高山直也等
- 7月21日 - 9月15日：菊次郎與早紀Season2

主演：陣內孝則
原作：北野武《菊次郎與早紀》
劇本：輿水泰弘、吉本昌弘
- 10月13日 - 12月8日：熟年離婚

主演：渡哲也
劇本：橋本裕志

#### 2006年
- 1月12日 - 3月9日：獸之道（；另譯：獸道。）

主演：米倉涼子
原作：松本清張《獸之道》
劇本：寺田敏雄
- 4月13日 - 6月19日：7人女律師 Season1

主演：釋由美子
劇本：尾崎將也、田子明弘、
- 7月13日 - 9月7日：下北SUNDAYS

主演：上戶彩
原作：石田衣良《下北SUNDAYS》
劇本：河原雅彦、中津留章仁、西永貴文、三浦有為子
- 10月12日 - 12月7日：愛上無賴男

主演：藤原紀香
原作：倉田真由美《愛上無賴男》
劇本：田邊滿、吉田玲子

#### 2007年
- 1月11日 - 3月8日：嫁到什麼鬼地方

主演：仲間由紀惠
原作：槇村君子《嫁到什麼鬼地方》
劇本：後藤法子
- 4月19日 - 6月14日：情定大飯店(日本電視劇)

主演：上戶彩
原作：姜銀慶《情定大飯店》
劇本：江頭美智留
- 7月5日 - 9月13日：菊次郎與早紀Season3

主演：陣內孝則
原作：北野武《菊次郎與早紀》
劇本：輿水泰弘、吉本昌弘
- 10月25日 - 12月13日：美味的米飯

主演：渡哲也
劇本：古澤良太

#### 2008年
- 1月10日 - 2月28日：談判尤物（；另譯：談判尤物、講數阿姐。）

主演：米倉涼子
劇本：寺田敏雄
- 4月10日 - 6月19日：7人女律師Season2

主演：釋由美子
劇本：樫田正剛、酒井直行
- 7月10日 - 9月14日：四個謊言

主演：永作博美
原作：大石靜《四個謊言》
劇本：大石靜
- 10月16日 - 12月18日：小兒救命

主演：小西真奈美
- 劇本：龍居由佳里

#### 2009年
- 1月8日 - 3月12日：變身特派員4

主演：高橋克典
原作：柳澤公夫《變身特派員》
劇本：尾崎將也、高山直也等
- 4月23日 - 6月18日：夜光的階梯

主演：藤木直人
原作：松本清張《夜光的階梯》
- 7月9日 - 9月3日：戀愛小說家·伊崎龍之介

主演：館廣
劇本：永田優子
- 10月22日 - 12月10日：談判尤物Season2（；另譯：談判尤物、講數阿姐。）

主演：米倉涼子
劇本：寺田敏雄

### 2010年代

#### 2010年
- 1月14日 - 3月11日：轉職必勝班

主演：長谷川京子
原作：三田紀房《轉職必勝班》
劇本：荒井修子
- 4月22日 - 6月17日：同窗會～Love Again症候群

主演：黑木瞳、高橋克典、齊藤由貴、三上博史
劇本：井上由美子
- 7月22日 - 9月9日：警視廳繼續搜查班

主演：木村佳乃
劇本：吉本昌弘、長坂秀佳等
- 10月21日 - 12月9日：情報之女〜國稅局查察官〜

主演：米倉涼子
劇本：中園美保

#### 2011年
- 1月13日 - 3月3日：告發〜國選辯護人

主演：田村正和
劇本：竹山洋、吉本昌弘、ちゃき克彰
- 04月21日－06月16日：鋼之女2

主演：吉瀨美智子
原作：深谷かほる《鋼之女》
劇本：大石哲也
- 7月21日 - 9月15日：太陽會再升起

主演：佐藤浩市
劇本：井上由美子
- 10月27日 - 12月15日：最強名醫

主演：澤村一樹
劇本：福田靖

#### 2012年
- 1月19日 - 3月8日：神聖怪物們

主演：岡田將生
原作：河原れん《神聖怪物們》
劇本：荒井修子、高山直也
- 4月26日 - 6月14日：W的悲劇

主演：武井咲
原作：夏樹靜子《W的悲劇》
劇本：寺田敏雄
- 7月12日 - 9月6日：遺留搜查2

主演：上川隆也
劇本：尾西兼一、坂田義和、池上純哉等
- 10月18日 - 12月13日：Doctor-X～外科醫·大門未知子～

主演：米倉涼子
劇本：中園美保

#### 2013年
- 01月17日 - 3月14日：婆媳誰怕誰

主演：黑木瞳
劇本：井上由美子
- 4月18日 - 6月13日：刑警二人組

主演：坂口憲二、伊藤英明
劇本：尾崎將也
- 7月11日 - 9月5日：最強名醫2

主演：澤村一樹
劇本：福田靖
- 10月17日 - 12月19日：Doctor-X～外科醫·大門未知子～2

主演：米倉涼子
劇本：中園美保

#### 2014年
- 1月9日 - 3月13日：紧急审讯室

主演：天海佑希
劇本：井上由美子
- 4月10日 - 6月5日：BORDER

主演：小栗旬
劇本：金城一紀
- 7月17日 - 9月11日：零的真相〜監察醫·松本真央〜

主演：武井咲
劇本：大石靜
- 10月16日 - 12月18日：Doctor-X～外科醫·大門未知子～3

主演：米倉涼子
劇本：中園美保

#### 2015年
- 1月8日 - 3月5日：最強名醫3

主演：澤村一樹
劇本：福田靖
- 4月16日 - 6月18日：家的記憶

主演：木村拓哉
原作：石坂啓《I'm Home》
劇本：林宏司
- 7月9日 - 9月10日：年齡騷擾

主演：武井咲
原作：內館牧子《年齡騷擾》
劇本：內館牧子
- 10月22日－12月17日：遺產爭族

主演：向井理
劇本：井上由美子

#### 2016年
- 1月14日 - 3月17日：Specialist

主演：草彅剛
劇本：戶田山雅司等
- 4月21日 - 6月16日：Good Partner 無敵律師

主演：竹野內豐
劇本：福田靖
- 7月14日 - 9月15日：初次見面，我愛你

主演：尾野真千子
劇本：遊川和彥
- 10月13日 - 12月22日：Doctor-X～外科醫·大門未知子～4

主演：米倉涼子
劇本：中園美保

#### 2017年
- 1月12日 - 3月9日：就活家族～一定會順利的～

主演：三浦友和
劇本：橋本裕志 等
- 4月20日 - 6月15日：紧急审讯室2

主演：天海祐希
劇本：井上由美子
- 7月20日 - 9月14日：黑革記事本

主演：武井咲
原作：松本清張《黑革記事本》
劇本：羽原大介
- 10月12日 - 12月14日：Doctor-X～外科醫·大門未知子～5

主演：米倉涼子
劇本：林誠人、寺田敏雄

#### 2018年
- 1月18日 - 3月15日：BG～身邊警護人～

主演：木村拓哉
劇本：井上由美子
- 4月19日 - 6月7日：未解決之女 警視廳文書搜查官
- 主演：波瑠

原作：麻見和史
劇本：大森美香
- 7月19日 - 9月6日：禿鷹

主演：綾野剛
原作：真山仁《禿鷹》《BUYOUT獵鷹計畫》
劇本：古家和尚
- 10月11日 - 12月13日：Legal V～前律師·小鳥遊翔子～

主演：米倉涼子
劇本：橋本裕志

#### 2019年
- 1月17日 - 3月14日：

主演：杉咲花
劇本：遊川和彥
- 4月11日 - 6月20日：紧急审讯室3

主演：天海祐希
劇本：井上由美子
- 7月11日 - 9月12日：Sign～法醫學者 柚木貴志的事件～

主演：大森南朋
原作：金銀姬、張恆準《Sign》
劇本：羽原大介、香坂隆史
- 10月17日 - 12月19日：Doctor-X～外科醫·大門未知子～ 6

主演：米倉涼子
劇本：中園美保、林誠人

### 2020年代

#### 2020年
- 1月16日 - 3月12日：刑警與檢察官

主演：桐谷健太、東出昌大
劇本：福田靖
- 6月18日 - 7月30日：BG～身邊警護人～ season2

主演：木村拓哉
劇本：井上由美子
- 8月6日 - 9月17日：未解決の女 警視庁文書捜査官（シーズン2）（日语：警視庁文書捜査官#テレビドラマ）

原作：麻見和史
主演：波瑠
劇本：大森美香
- 10月22日 - 12月10日：七人的秘書（七人の秘書）

主演：木村文乃
劇本：中園美保、香坂隆史、林诚人

#### 2021年
- 1月21日 - 3月18日：虹色病歷簿（にじいろカルテ）

主演：高畑充希
劇本：岡田惠和
- 4月15日 - 6月10日：櫻之塔（桜の塔）

主演：玉木宏
劇本：武藤將吾
- 7月8日 - 9月16日：女王偵訊室4（緊急取調室（第4シーズン））

主演：天海祐希
劇本：井上由美子
- 10月14日 - 12月16日：Doctor-X～外科醫·大門未知子～7（ドクターX〜外科医・大門未知子〜7）

主演：米倉涼子
劇本：中園美保

#### 2022年
- 1月20日 - 3月31日：隔壁的Chikara（となりのチカラ）

主演：松本潤
劇本：遊川和彥
- 4月14日 - 6月9日：邁向未來的倒數10秒（未来への10カウント）

主演：木村拓哉
劇本：福田靖
- 7月7日 - 9月29日：六本木Class（六本木クラス）

原作：趙光真《梨泰院Class》
主演：竹內涼真
劇本：趙光真
- 10月20日 - 12月8日：The Travel Nurse

主演：岡田將生
劇本：中園美保、香坂隆史

#### 2023年
- 1月5日 - 3月2日：警視廳Outsider（警視庁アウトサイダー）

原作：加藤實秋《警視廳Outsider》系列
主演：西島秀俊
劇本：高桥泉
- 4月13日 - 6月8日：刑警與檢察官，有時是法官。（ケイジとケンジ、時々ハンジ。）

主演：桐谷健太
劇本：福田靖
- 7月13日 - 9月14日：隼消防團（ハヤブサ消防団）

原作：池井戶潤
主演：中村倫也
劇本：香坂隆史
- 10月19日 - 12月14日：尤莉亞老師的紅線（ゆりあ先生の赤い糸）

原作：入江喜和
主演：菅野美穗
劇本：橋部敦子

#### 2024年
- 1月18日 - 3月14日：Great Gift（グレイトギフト）

主演：反町隆史
劇本：黑岩勉
- 4月25日 - 6月20日：Believe－為你架起的橋樑－（Believe-君にかける橋-）

主演：木村拓哉
劇本：井上由美子
- 7月25日 - 9月26日：Sky Castle（スカイキャッスル）

原作：柳賢美《Sky Castle》（JTBC）
主演：松下奈緒
劇本：橋本裕志
- 10月17日 - 12月19日：The Travel Nurse Season2（ザ・トラベルナース シーズン2）

主演：岡田將生
劇本：中園美保、香坂隆史、山岡真介

#### 2025年
- 1月9日 - 3月6日：私人銀行家（プライベートバンカー）

主演：唐澤壽明
劇本：小峯裕之、神田優、山岡潤平
- 4月24日 - 6月19日：PJ航空救難團（PJ 〜航空救難団〜）

主演：內野聖陽
劇本：高橋泉
- 7月17日 - ：幸福的婚姻（しあわせな結婚）

主演：阿部贞夫
劇本：大石静
- 10月8日 - ：女王偵訊室5（緊急取調室（第5シーズン））

主演：天海祐希
劇本：井上由美子

## 放送局
注：日本使用JST，台灣使用NST
| 放送對象地域   | 放送局                 | 系列                          | 放送星期・放送時間 | 備注          |
| -------------- | ---------------------- | ----------------------------- | ------------------ | ------------- |
|                | 朝日電視台（EX）       | 朝日電視台系列                | 週四 21:00 - 21:54 | 製作局        |
| 北海道         | 北海道電視台（HTB）    | 朝日電視台系列                | 週四 21:00 - 21:54 | 同步播出      |
| 青森縣         | 青森朝日放送（ABA）    | 朝日電視台系列                | 週四 21:00 - 21:54 | 同步播出      |
| 岩手縣         | 岩手朝日電視台（IAT）  | 朝日電視台系列                | 週四 21:00 - 21:54 | 同步播出      |
| 宮城縣         | 東日本放送（KHB）      | 朝日電視台系列                | 週四 21:00 - 21:54 | 同步播出      |
| 秋田縣         | 秋田朝日放送（AAB）    | 朝日電視台系列                | 週四 21:00 - 21:54 | 同步播出      |
| 山形縣         | 山形電視台（YTS）      | 朝日電視台系列                | 週四 21:00 - 21:54 | 同步播出      |
| 福島縣         | 福島放送（KFB）        | 朝日電視台系列                | 週四 21:00 - 21:54 | 同步播出      |
| 新潟縣         | 新潟電視台21（UX）     | 朝日電視台系列                | 週四 21:00 - 21:54 | 同步播出      |
| 長野縣         | 長野朝日放送（abn）    | 朝日電視台系列                | 週四 21:00 - 21:54 | 同步播出      |
| 靜岡縣         | 静岡朝日電視台（SATV） | 朝日電視台系列                | 週四 21:00 - 21:54 | 同步播出      |
| 石川縣         | 北陸朝日放送（HAB）    | 朝日電視台系列                | 週四 21:00 - 21:54 | 同步播出      |
|                | 名視（NBN）            | 朝日電視台系列                | 週四 21:00 - 21:54 | 同步播出      |
| 近畿廣域圏     | 朝日放送（ABC）        | 朝日電視台系列                | 週四 21:00 - 21:54 | 同步播出      |
| 廣島縣         | 廣島HOME電視台（HOME） | 朝日電視台系列                | 週四 21:00 - 21:54 | 同步播出      |
| 山口縣         | 山口朝日放送（yab）    | 朝日電視台系列                | 週四 21:00 - 21:54 | 同步播出      |
| 香川縣・岡山縣 | 瀨戶內海放送（KSB）    | 朝日電視台系列                | 週四 21:00 - 21:54 | 同步播出      |
| 愛媛縣         | 愛媛朝日電視台（eat）  | 朝日電視台系列                | 週四 21:00 - 21:54 | 同步播出      |
| 福岡縣         | 九州朝日放送（KBC）    | 朝日電視台系列                | 週四 21:00 - 21:54 | 同步播出      |
| 長崎縣         | 長崎文化放送（NCC）    | 朝日電視台系列                | 週四 21:00 - 21:54 | 同步播出      |
| 熊本縣         | 熊本朝日放送（KAB）    | 朝日電視台系列                | 週四 21:00 - 21:54 | 同步播出      |
| 大分縣         | 大分朝日放送（OAB）    | 朝日電視台系列                | 週四 21:00 - 21:54 | 同步播出      |
| 鹿兒島縣       | 鹿兒島放送（KKB）      | 朝日電視台系列                | 週四 21:00 - 21:54 | 同步播出      |
| 沖繩縣         | 琉球朝日放送（QAB）    | 朝日電視台系列                | 週四 21:00 - 21:54 | 同步播出      |
| 福井縣         | 福井放送（FBC）        | 日本電視台系列 朝日電視台系列 | 週六 21:00 - 21:54 | 延後2日       |
| 台灣           | 緯來日本台             | 緯來電視網                    | 週六 22:00 - 22:54 | 延後不定 引進 |

### 過去放送局
| 放送對象地域 | 放送局     | 系列                          | 備注                 |
| ------------ | ---------- | ----------------------------- | -------------------- |
| 青森縣       | 青森放送   | 日本電視台系列 朝日電視台系列 | 青森朝日放送開局為止 |
| 山梨縣       | 山梨放送   | 日本電視台系列                | 2001年3月止          |
| 富山縣       | 北日本放送 | 日本電視台系列                |                      |
| 德島縣       | 四國放送   | 日本電視台系列                | 2004年3月止          |
| 高知縣       | 高知放送   | 日本電視台系列                | 2004年3月止          |

## 外部連結
- 朝日電視台 （页面存档备份，存于）